# María Teresa de Silva-Fernández de Híjar y de Palafox
María Teresa de Silva-Fernández de Híjar y de Palafox, VIII marquesa de Ariza (Madrid, 10 de marzo de 1772 - Florencia, 29 de abril de 1818), fue una noble española.

## Biografía
Era hija de Pedro de Alcántara de Silva-Fernández de Híjar, IX duque de Híjar (28 de noviembre de 1741 - 23 de febrero de 1808) y de Rafaela de Palafox y Croÿ (29 de octubre de 1748 - 1 de junio de 1777).
En el Museo Nacional del Prado se encuentra un retrato en miniatura de la Marquesa de Ariza pintado por el noble miniaturista José Miguel de Rojas y Pérez de Sarrió, III conde de Casa Rojas conocido como José de Roxas y Sarrió.

## Matrimonio y descendencia
El 24 de enero de 1790 contrae matrimonio en la parroquia de San Sebastián de Madrid con Jacobo Felipe Fitz-James Stuart zu Stolberg-Gedern. El matrimonio tuvo dos hijos
1. Jacobo José Fitz-James Stuart y Silva (3 de enero de 1792 - 5 de enero de 1795),
2. Carlos Miguel Fitz-James Stuart y Silva (19 de mayo de 1794 -  7 de octubre de 1835)

Tras la muerte de su esposo, contrajo segundas nupcias, el 14 de septiembre de 1803, con su primo Vicente María Palafox Rebolledo Mexia Silva (Madrid, 14 de febrero de 1756 - Madrid, 9 de julio de 1820) VIII marqués de Ariza.

## Órdenes
Desde el 17 de diciembre de 1792 fue dama de la Orden de las Damas Nobles de la Reina María Luisa, con el número 42.